# Al-ʿAmaliyyāt al-Khāṣṣa al-Mushtaraka al-Urdunniyya
Le al-ʿAmaliyyāt al-Khāṣṣa al-Mushtaraka al-Urdunniyya (in arabo العمليات الخاصة المشتركة الأردنية‎?), ossia Forze Speciali Congiunte Giordane, internazionalmente conosciute con la dizione in lingua inglese Joint Special Operations Command (JSOC), sono un corpo d'élite della Giordania, fondato il 15 aprile 1963, che fanno parte integrante delle Forze Armate Giordane.